# Poslední slovo Charlotty Garrigue Masarykové
Poslední slovo Charlotty Garrigue Masarykové [Šarloty] je český televizní film z roku 2018. Jde o polohraný dokument Josefa Císařovského; režisér je tu současně autorem scénáře. Pojednává o osudovém setkání dvou výrazných osobností-intelektuálů dějinného významu: Charlotty Garrigue a Tomáše Masaryka. Dle televize jeho tvůrci představili rodinu Charlotty Garrigue co nejlidštěji, ne jako neživotné idoly či snad ikony na podstavci, překypující filozofickými idejemi. Premiéra byla stanovena na úterý 30. října 2018, v rámci oslav stého výročí založení Československa.

## Recenze
- the, Haló noviny: Snímek svou obrazovou kompozicí nápaditě zpracovává dané téma; poetizací pak překračuje rámec příběhu, založený na popisné faktografii. Jde o impresivní, ba chvílemi až prožitkově pojatý příběh, s lehkostí idealizující své hrdiny – přeci jenom je to dílo oslavné, dílo umělecky kvalitní, a do jisté míry zdvořile glorifikující onen čas (byť poněkud zamlčující některé málo známé historické skutečnosti). (celý text viz[2])
- Mirka Spáčilová, Mladá fronta DNES / iDNES.cz  50 %[3]